# Tisbe compacta
Tisbe compacta är en kräftdjursart som först beskrevs av Georg Ossian Sars 1920.  Tisbe compacta ingår i släktet Tisbe och familjen Tisbidae. Arten har ej påträffats i Sverige. Inga underarter finns listade i Catalogue of Life.